# Boccardiella occipitalis
Boccardiella occipitalis är en ringmaskart som beskrevs av Blake 1983. Boccardiella occipitalis ingår i släktet Boccardiella och familjen Spionidae. Inga underarter finns listade i Catalogue of Life.